# Ruel Fox
Ruel Fox (Ipswich, 14 gennaio 1968) è un allenatore di calcio ed ex calciatore inglese, di ruolo centrocampista, che ha giocato nella Nazionale di Montserrat.
Assieme a Bryan Gunn, Jeremy Goss, Robert Newman, Chris Sutton e Mark Bowen, è primatista di presenze (6) con la maglia del Norwich City nelle competizioni calcistiche europee.

## Carriera

### Club
Ha sempre giocato in Inghilterra, dal primo al nono livello del campionato.

### Nazionale
Il 13 dicembre 1994 ha giocato per la Nazionale B dell'Inghilterra in un'amichevole contro l'Nazionale B dell'Irlanda.
Nell'ottobre del 2004 Fox raggiunge un accordo con la Federazione calcistica di Montserrat per diventarne l'allenatore e aiutarla a trovare nelle serie minori britanniche giocatori eligibili per la Nazionale di Montserrat (uno di questi è stato Tesfaye Bramble). Lo stesso Fox gioca due gare nelle qualificazioni alla Coppa dei Caraibi 2005, segnando un gol nella sconfitta per 4-5 contro le Antille Olandesi del 2 novembre 2004.

## Palmarès

### Giocatore

#### Competizioni nazionali
- Coppa di Lega inglese: 1

Tottenham: 1998-1999